# Vendula
Vendula (nebo také zdrobněle Vendulka) je ženské křestní jméno slovanského původu. Teprve nedávno se toto jméno osamostatnilo, původně se jednalo o domáckou formu jména Václava a někdy je považováno za formu mužského jména Vendelín.
Podle českého kalendáře má svátek 6. dubna.

## Statistické údaje
Následující tabulka uvádí četnost jména v ČR a pořadí mezi ženskými jmény ve srovnání dvou roků, pro které jsou dostupné údaje MV ČR – lze z ní tedy vysledovat trend v užívání tohoto jména:
| Rok       | Četnost     | Pořadí   |
| 1999      | 9328        | 90.      |
| 2007      | 12 309      | 82.      |
| Porovnání | o 2981 více | o 8 lépe |

Změna procentního zastoupení tohoto jména mezi žijícími ženami v ČR (tj. procentní změna se započítáním celkového úbytku žen v ČR za sledované tři roky) je +5,6%, což svědčí o poměrně značném nárůstu obliby tohoto jména.

## Známé nositelky jména
- Vendula Frintová
- Vendula Pizingerová
- Vendula Prager-Rytířová
- Vendula Kalusová